# Отонец
Отонец — опустевшая деревня в Пеновском районе Тверской области.

## География
Находится в западной части Тверской области на расстоянии приблизительно 26 км на северо-запад по прямой от районного центра поселка Пено на северном берегу озера Отонецкое.

## История
Деревня была показана на карте Менде (состояние местности на 1848 год). В 1859 году здесь (деревня Осташковского уезда) было учтено 9 дворов, в 1939 −20. До 2020 года входила в Рунское сельское поселение Пеновского района до их упразднения.

## Население
Численность населения: 66 человек (1859 год), 0 как в 2002 году, так и в 2010.